# Flàvia Cesariensis
Flàvia Cesariensis va ser una província romana de Britànnia. Sota aquest nom és esmentat a Notitia, que diu que era governada per praeses. La informació diu: 
Sub dispositions viri spectabilis, vicarii Britanniarum ('Sota la disposició d'un home respectable, el vicari de Gran Bretanya'):
- Consulares
- Maximae Caesariensis
- Valentiae
- Praesides:
- Britanniae Primae
- Britanniae Secundae
- Flaviae Caesariensis

Altres dues notícies esmenten la província: Aviè al Breviarium diu que la Gàl·lia, l'Aquitània i Britànnia tenien 18 províncies de les que a Britànnia i havia Maxima Caesariensis, Flavia, Britannia Prima i Britannia Secunda.
Al mapa de Monumenta Britannica la província de Flavia Caesariensis està vorejada al sud pels Tàmesi; a l'oest per Gal·les; al nord per Mersey, Don i Humber; i a l'est per Oceà germànic. Però aquesta demarcació no és prou segura. És probable que el nom el prengués de Flavi Vespasià, quan va conquerir territori a Britànnia.